# Picot barrat de carpó groc
El picot barrat de carpó groc (Meiglyptes grammithorax) és una espècie d'ocell de la família dels pícids (Picidae) que habita la selva humida i vegetació secundària de les terres baixes de la Península Malaia, Sumatra, Borneo i altres illes properes més petites.